# Панюшкин, Николай Евгеньевич
Николай Евгеньевич Панюшкин — советский хозяйственный и государственный деятель, Герой Социалистического Труда.

## Биография
Родился в 1931 году в селе Ункосово. Член КПСС.
Окончил ремесленное училище в городе Орехово-Зуево.
В 1950—1951 — наладчик оборудования на Ликино-Дулевской прядильной фабрике.
В 1951—1954 — военнослужащий Советской армии в составе 2-й гвардейской Таманской мотострелковой дивизии.
В 1954—1991 — монтажник технологического оборудования, бригадир слесарей-монтажников Дедовского монтажного управления треста «Союзмонтажлегмаш» Министерства монтажных и специальных строительных работ СССР.
В 1968—1970, 1981—1983, 1989—1991 — бригадир монтажников технологического оборудования в зарубежных командировках в Ирак, Ливию и Монголию, соответственно.
Указом Президиума Верховного Совета СССР от 17 марта 1976 года присвоено звание Героя Социалистического Труда с вручением ордена Ленина и золотой медали «Серп и Молот».
За высокую эффективность и качество работы на основе широкого применения передового производственного опыта в строительстве и промышленности строительных материалов был в составе коллектива удостоен Государственной премии СССР за выдающиеся достижения в труде 1979 года.
Умер в 2020 году в Дедовске.

## Награды и звания
- Герой Социалистического Труда (17.03.1977)
- Орден Ленина (17.03.1976)
- Орден Трудового Красного Знамени (07.05.1971)